# Luna 1959A
Luna 1959A, auch bekannt unter der Bezeichnung Luna E-1A No.1 oder Luna E-1 No.5, war eine sowjetische Mondsonde und sollte als erstes Raumfahrzeug hart auf dem Mond aufschlagen. Da das inertiale Navigationssystem der Trägerrakete 153 Sekunden nach dem Start versagte, erreichte die Sonde nie das All. Es war geplant, auf dem Flug zum Mond Natrium auszustoßen, welches eine von der Erde aus sichtbare Wolke bilden sollte. Somit wollte man die Bahn der Sonde verfolgen.
Die vorhergehende Lunik 1 Sonde überwand zwar das Schwerefeld der Erde, verfehlte jedoch den Mond. Erst der nachfolgenden Mission Lunik 2 gelang der harte Aufschlag auf dem Mond.